# Crítiques a la tauromàquia

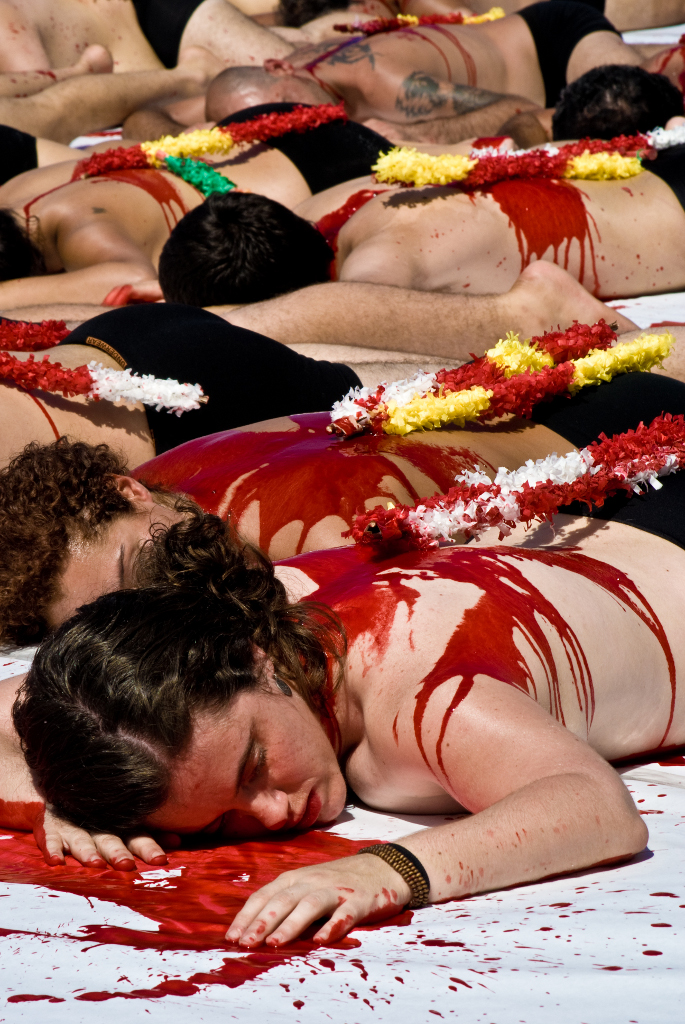
Manifestació antitaurina a Bilbao, l'agost de 2009.

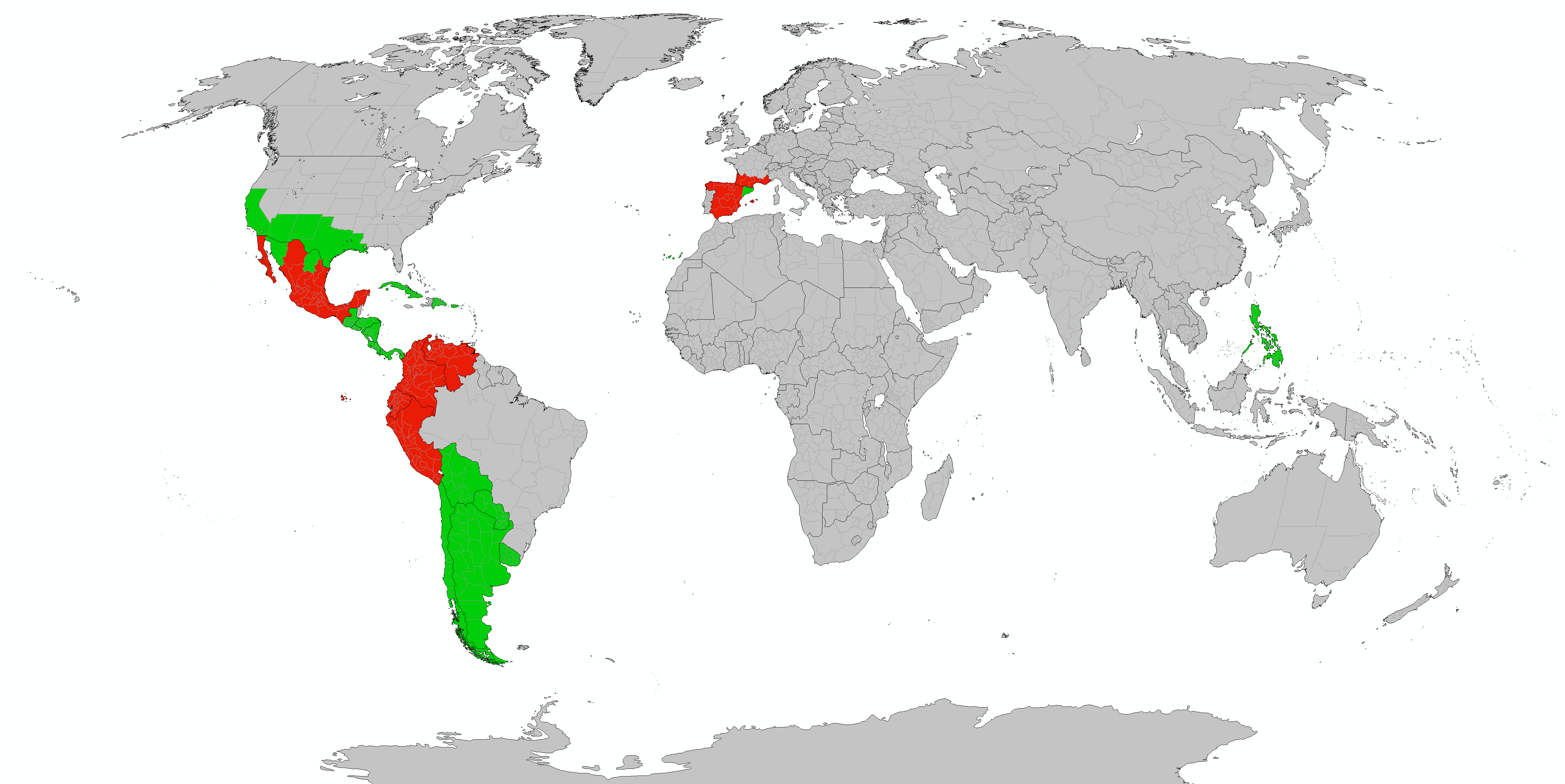
La corrida d'estil espanyol arreu del món:
Legals.
Prohibides, que tradicionalment es practicava.
Nota: Alguns municipis han prohibit la corrida a països i regions on és legal.

Les crítiques a la tauromàquia, sovint referides com antitauromàquia, agrupa totes aquelles mostres d'oposició a la tauromàquia i les crítiques formulades en contra d'aquesta, així com també a l'activisme que s'oposa a la utilització de bous en espectacles o festes. Es dirigeix principalment contra els que impliquen la mort de l'animal, com les corregudes de bous, però també contra altres activitats que poden ferir-los o lesionar-los, encara que aquest no sigui l'objectiu.
Pot referir-se a l'oposició militant encapçalada pels diferents moviments o associacions que avui dia demanen l'abolició de la tauromàquia o simplement una renegació d'aquesta. Aquesta oposició és d'ordre ètic i afecta el patiment i l'agonia del bou, assassinat al final d'un espectacle considerat per molts bàrbar, fins i tot sàdic per alguns, amb l'ús especialment destructiu de piques i després, en menor grau, banderilles.
Des del naixement de les curses de braus - en el seu sentit modern - el segle xviii fins a l'actualitat han despertat crítiques i desencadenat polèmiques, incloent prohibicions esporàdiques. Els arguments els seus detractors han canviat al llarg del temps, segons el moment històric, i ha tingut justificacions molt variades - religioses, morals, econòmiques, estètiques, polítiques i culturals, entre altres -.

## Història

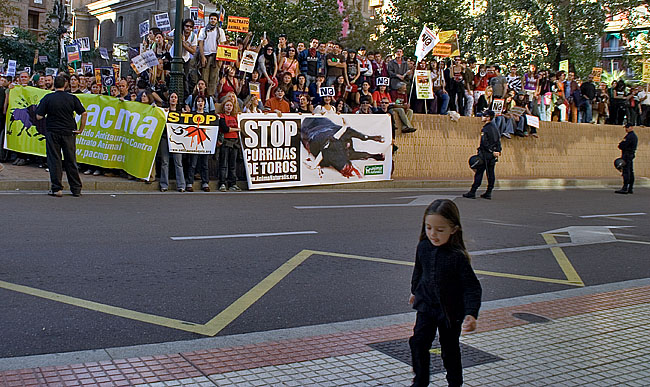
Manifestació anti-taurina a Saragossa

La tauromàquia (anomenada 'fiesta' pels aficionats taurins) sempre ha tingut partidaris i detractors, tant entre els sectors populars com entre la classe política i intel·lectual. Segons informa Alberto de Jesús, «les festes dels braus han sofert al llarg de la seva existència nombrosos atacs dels governants polítics, opositors i fins i tot l'Església per intentar eliminar-la, fracassant qualssevol d'ells»
Les crítiques a aquest tipus d'esdeveniments amb animals es remunten a l'antiguitat romana, amb les diatribes de moralistes com Ciceró contra els espectacles de circ amb feres. A elles van seguir les crítiques dels primers escriptors cristians i canonistes a les anomenades venationes, com Prudenci, Cassiodor, Sant Agustí o Sant Joan Crisòstom, que en general censuraven els espectacles públics amb feres (inclosos els toros braus), per arriscar frívolament la vida humana, postura d'ordre moral que es va prolongar més o menys en els mateixos termes durant l'edat mitjana i que va moure a diversos papes a promulgar prohibicions. Per exemple, la bula papal Salute Gregis (1567), de Pius V, que va prohibir els espectacles taurins. Gregorio XIII, el seu successor, va aixecar la prohibició vuit anys després a prec de Felip II. El motiu, segons compte Cossío, és que la prohibició causava perjudicis no a la festa, sinó a la mateixa religió catòlica espanyola: «era el principal [perjudici] el menyspreu que de l'excomunió feien els aficionats a córrer i veure córrer els braus» en plena època de la Inquisició.
Ja com a espectacle modern, el segle xviii, les curses de braus han estat polèmiques i han sofert crítiques i fins i tot prohibicions. La nova dinastia arribada a Espanya (els Borbóns), i en general l'aristocràcia afrancesada, menyspreava aquests espectacles per considerar-los indignes i propis del populatxo, per la qual cosa Felip V va prohibir el seu exercici als seus cortesans (1723). Ferran VI sol va consentir les curses a canvi de les quals els seus beneficis es destinessin a obres de caritat com sufragar hospitals i hospicis. Alguns d'il·lustrats, com Jovellanos, s'oposen a aquests espectacles per considerar-los poc didàctics.

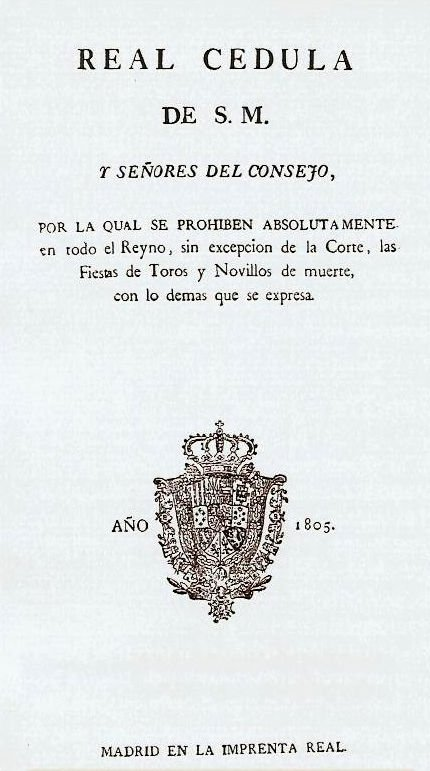
Reial Cèdula que prohibia les festes de braus a Espanya (1805).

Carles III d'Espanya, influït pel Comte d'Aranda, va prohibir les curses de braus el 1771. El poble, tanmateix, en va fer cas omís, i va continuar lliurant-se amb entusiasme a les noves figures del toreig, que Francisco de Goya va recollir en la seva sèrie de gravats sobre La Tauromàquia.
Alguns governants posteriors van intentar prohibir les curses: Carles IV va fer-ho el 1805. Després de la Guerra de la Independència Espanyola, al llarg del segle xix, sorgia amb freqüència en el Parlament espanyol el debat de la prohibició. L'última vegada va ser el 1877, quan el Marquès de San Carlos va proposar als diputats la prohibició de les curses de braus. Es va rebutjar la proposta, ja que es considerava que seria massa impopular: era l'època de Lagartijo i Frascuelo.
Igual com el poble espanyol, els seus intel·lectuals s'han dividit històricament entre partidaris i detractors de les curses de braus. Les crítiques d'alguns il·lustrats a la Festa, la van recuperar després els escriptors de la Generació del 98 que, al principi, la veien com a símptoma del retard espanyol. Un exemple notable d'aquesta època va ser l'escriptor antitaurí Eugenio Noel, que vinculava els braus al que denominava «crims de raça»: el pasdoble, «el cant jondo, i les canallades del ball flamenc que té per còmplice la guitarra, el gènere petit, aquest deliri de diversió, de festa, que caracteritza el nostre poble,» Per a l'escriptor madrileny, la Festa es reduïa a sang, crueltat i porqueria i, segons la seva opinió, era símptoma de la «llibertat del poble espanyol de poder fer el que li doni la gana». Una altra de les acusacions d'Eugenio Noel contra les curses és «la funesta qualitat de ser l'únic tret enterament nacional; només l'afició als braus uneix les regions i fa andalús a l'èuscar i extremeny al català i castellà a l'andalús».
Miguel de Unamuno, escriptor i filòsof espanyol, també s'hi va posicionar en contra declarant:
| «                    | "Sempre m'han avorrit i repugnat les curses de braus." | » |
| — Miguel de Unamuno, |                                                        |   |

Félix Rodríguez de la Fuente, naturalista espanyol, va afirmar de la tauromàquia:
| «                               | La festa nacional és l'exaltació màxima de l'agressivitat humana. | » |
| — Félix Rodríguez de la Fuente, |                                                                   |   |

El 2016 un programa televisiu italià realitzà un reportatge sobre les festes taurines d'Almassora on un dels reporters les considerà absolutament de manera negativa. La Unesco va rebutjar considerar-la Patrimoni Cultural Immaterial de la Humanitat.

## Els cavalls dels picadors
Anteriorment, era molt comú que el cavall fos esbotzat. La propagació d'entranyes en l'arena quedava fora de discussió quan el cavall trepitjava els seus propis intestins. Davant la indignació del públic, els professionals taparen un flanc per protegir i per prevenir la deserció de l'arena.
Els cavalls dels picadors corren enormes riscos. En quasi totes les curses alguns d'ells són ferits, sovint morts. El cavall s'empra exclusivament per muntar el picador i no té manera de fugir de la càrrega del brau. Si el cavall és tombat per la càrrega, la part no protegida queda exposada. A més, el motiu pel qual els cavalls mai renillen és perquè se'ls han tallat les cordes vocals amb la finalitat que quan són ferits no produeixin sons que el públic trobi desagradables.
Per exemple, el 24 de setembre de 2000, una cornada va provocar que sortissin intestins a Floirac, a prop de Bordeus. Dos cavalls dels picadors van ser també morts en 1999 i 2001 degut a ferides similars a Aire-sur-l'Adour i Mont-de-Marsan. Aquestes situacions també són comunes a Espanya, però no a Portugal, on els braus porten els pitons enfundats en cuir.
D'altra banda, per la por que el brau els provoca de manera natural, el cavall pot sofrir reaccions incontrolables. Per assegurar la seguretat del picador, se li administra a la seva muntura tranquil·litzants.

## Actualitat

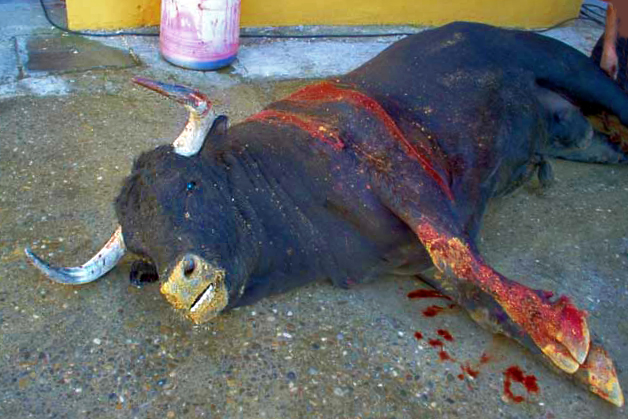
Brau després d'una cursa

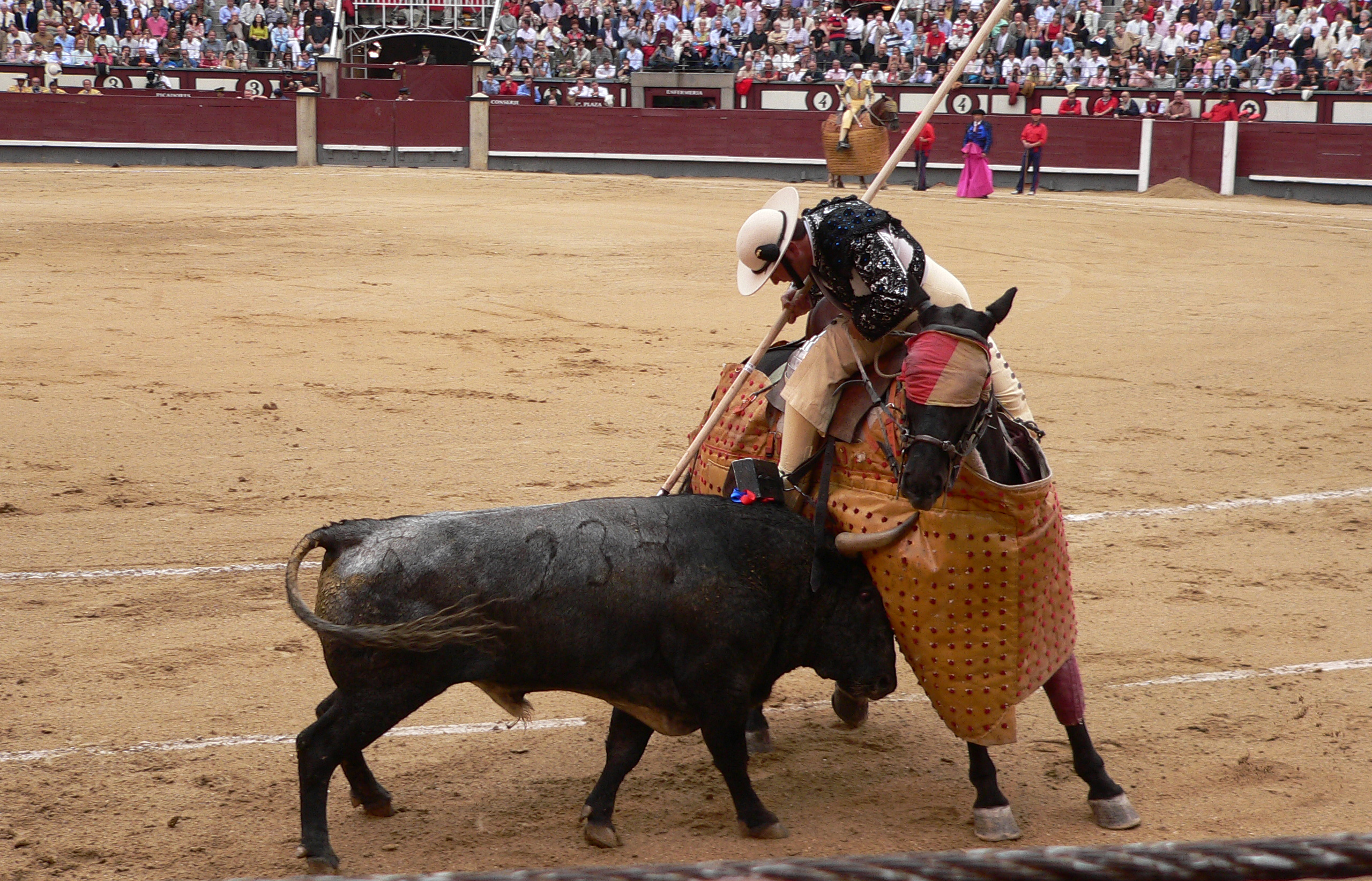
Picador castigant al brau

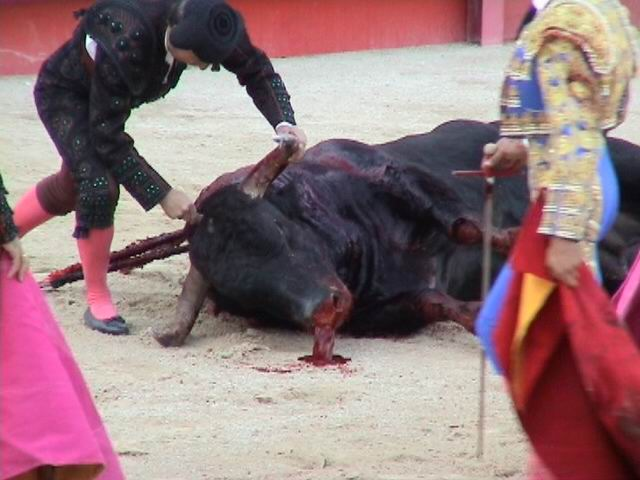
Torero clavant una daga al cap de l'animal

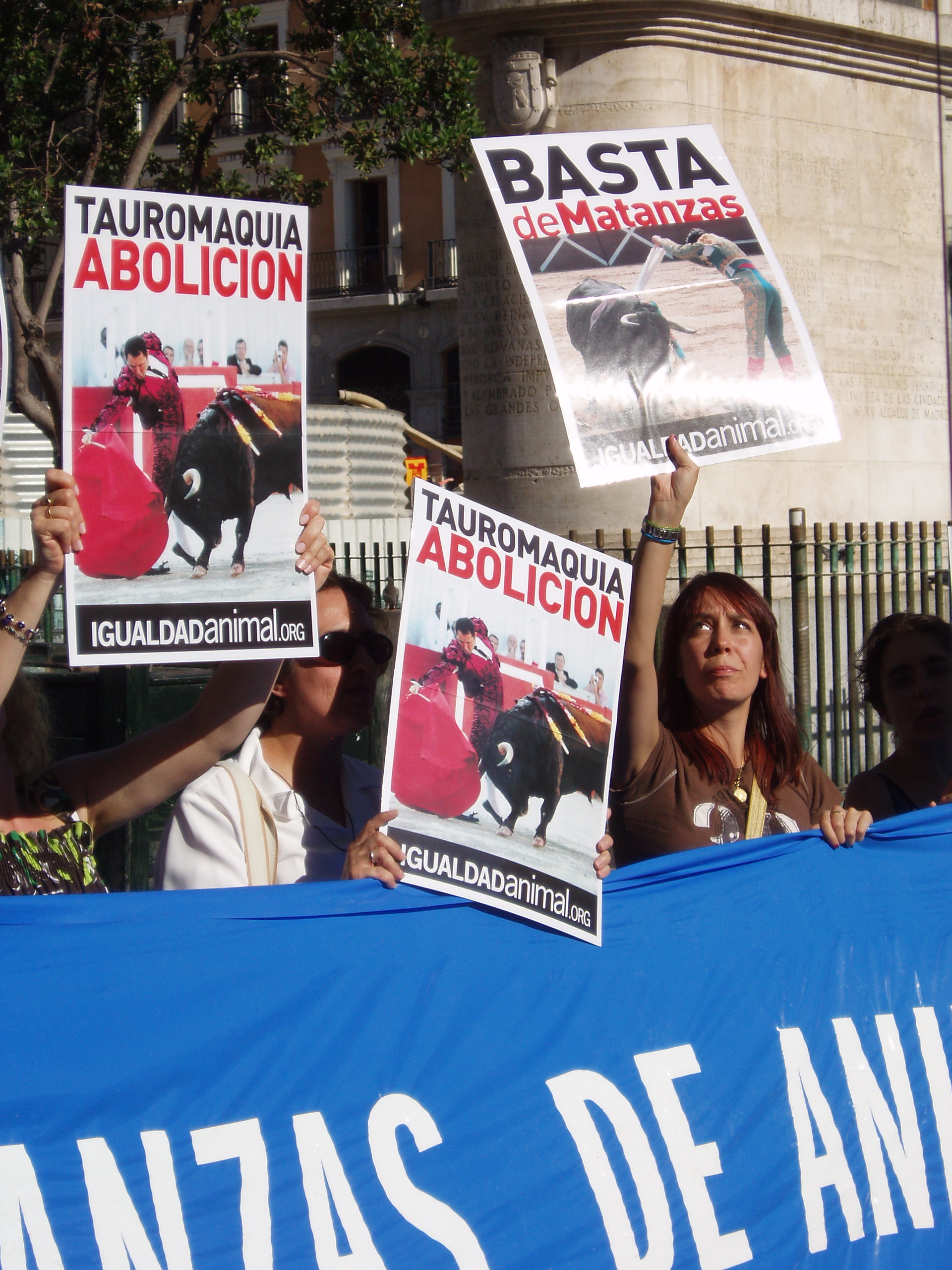
Protesta antitaurina a Madrid

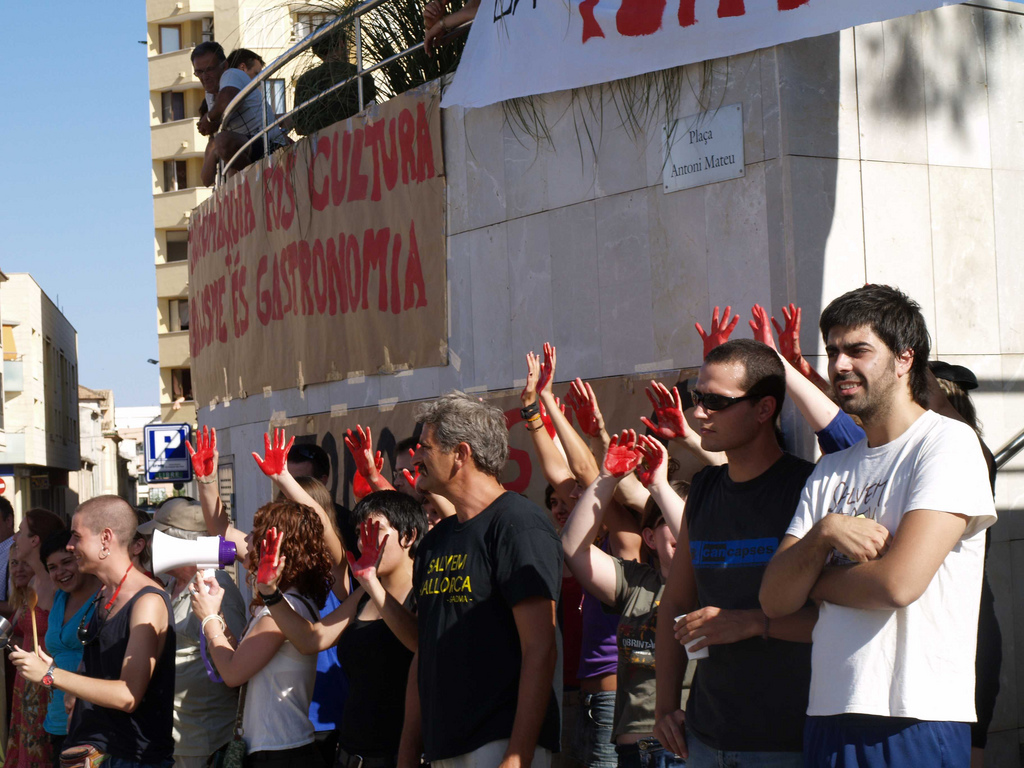
Mans ensangonades en una manifestació antitaurina a Catalunya

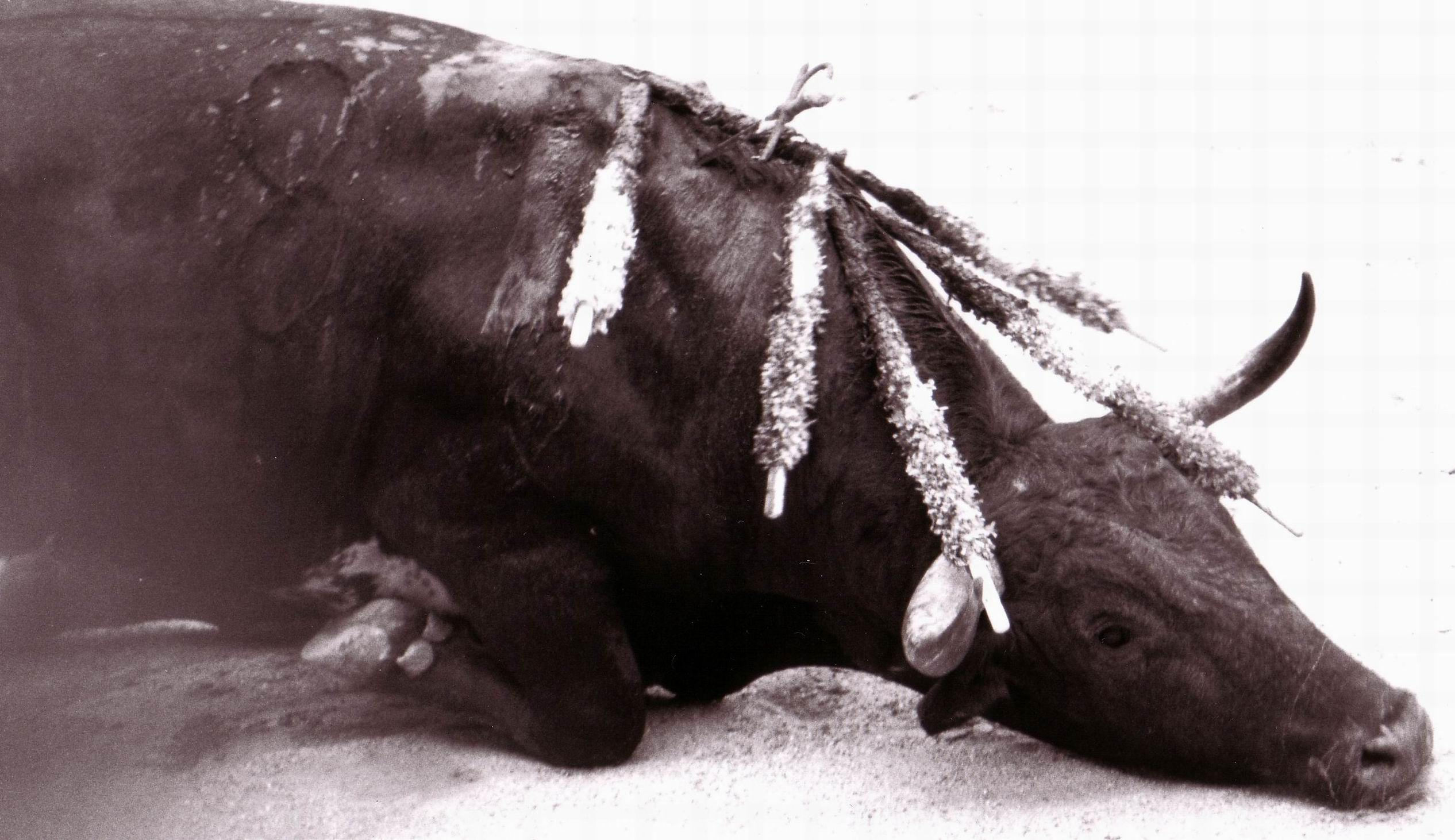
Toro moribund

En l'actualitat, són els defensors dels drets dels animals qui encapçalen la crítica a la celebració de les curses de braus.
Existeixen grups que consideren que el toreig és una pràctica de crueltat que atempta contra els drets dels animals, i que no pot ser considerada ni una manifestació cultural, artística ni deportiva. Los partidaris dels drets dels animals usualment consideren la tauromàquia una forma de tortura. Per a ells aquesta relació redueix el valor que s'assigna a la vida. Altres activistes són radicals a l'hora d'abordar la qüestió de la tauromàquia.
Cada any People for the Ethical Treatment of Animals organitza el tancament humà com una manifestació en el particular contra la cursa de San Fermín, i en el general contra totes les formes de tauromàquia que impliquin crueltat amb els animals.
D'altra banda, els defensors del toreig afirmen que el brau de lluita no existiria en aquesta època actual si no fos per les curses de braus en ser un animal no rendible econòmicament per a altres finalitats que no siguin la toreja i que el brau de lluita és l'últim descendent de la raça uro. Tanmateix, els crítics del toreig responen que el brau de lluita no és una espècie natural, sinó el producte de la selecció humana per obtenir justament un animal adaptat a les necessitats de la pràctica taurina. Alguns zoòlegs afirmen que la creació d'aquesta raça de braus és el producte de dos segles d'encreuaments amb la finalitat de buscar una raça més adequada per aquest espectacle, i ho comparen al procés realitzat per les persones que varen crear races de gossos amb unes característiques determinades amb la finalitat d'emprar-los en baralles de gossos.
També hi ha hagut intents recents de prohibir les curses en països com França, on hi ha l'afició al sud del país. La qüestió es va resoldre establint legalment que sol es podien matar braus en aquells llocs on es demostrés que són una tradició arrelada ininterrompudament (les places del sud-est i del sud-oest fonamentalment). Això va excloure ciutats com París on, encara que hi va haver curses de braus en època de l'Exposició Universal, després es van interrompre.
Algunes persones, incloent filòsofs com José Ferrater Mora o Jesús Mosterín, l'escriptora i periodista Pilar Rahola, i artistes com The Pretenders s'han oposat a les curses de braus, entre altres raons per considerar-les contràries a la sensibilitat més mínima. Alguns d'ells han preferit l'exaltació del braus com a animal lliure en el seu medi natural, o almenys el treure els elements del festeig destinats a ferir o matar l'animal. Els defensors de la tauromàquia addueixen que el brau de lluita viu en llibertat en el seu hàbitat natural i, sense les curses, no sol s'extingiria el toro brau, sinó el mateix ecosistema en el qual s'espavila (les deveses), tanmateix hi ha al·legats que refereixen que aquestes poden ser protegides per llei sense la necessitat de criar braus.
També existeixen altres crítiques que apunten que la lluita està, en molts casos, preparada per minar les capacitats físiques del brau mitjançant el procés d'afaitada que consisteix a modificar les banyes de l'animal, perquè el seu atac no sigui tan perillós per al torero. Encara que practicada des d'antany, aquesta pràctica està prohibida i generalment és repudiada pels aficionats als braus.
A Catalunya la llei prohibeix l'entrada a veure les curses als menors de catorze anys.
Finalment, també ha estat objecte de crítica que la tauromàquia sigui finançada amb diners públics. En 2007, al sector taurí espanyol es van destinar 500 milions d'euros en forma de subvencions i el 2008 gairebé 600.

### Estat espanyol

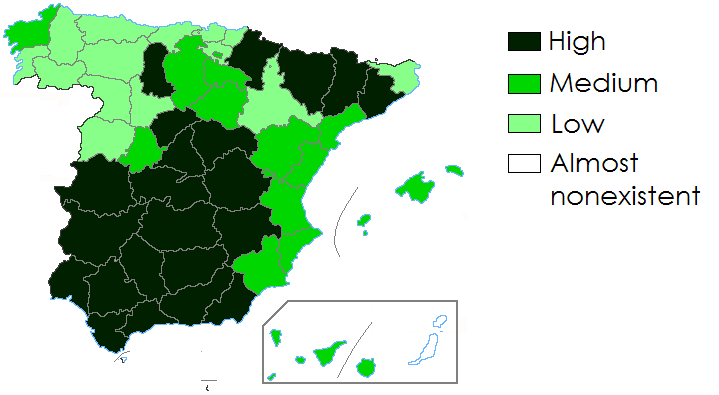
El toreig en les províncies espanyoles durant el.

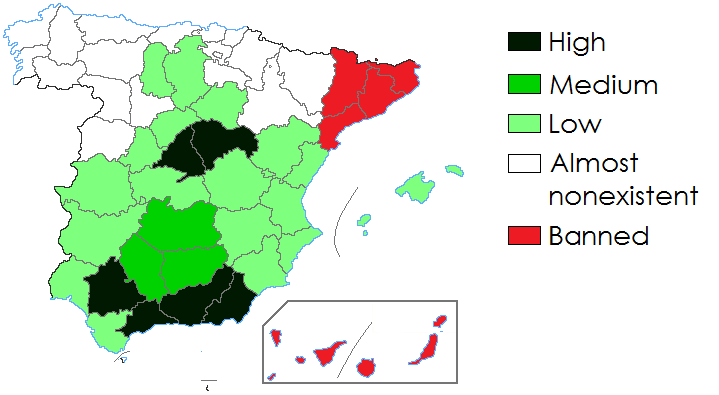
El toreig en les províncies espanyoles al 2012.

D'altra banda, segons una enquesta Gallup realitzada el 2002, el 31% dels espanyols es va mostrar molt o una cosa interessada en les curses de braus mentre que un 68,8% no mostrava cap interès. Només el 0,2% no va mostrar cap opinió sobre això, la qual cosa indica l'alt nivell d'opinió formada sobre aquest tema. A començaments dels anys 70, els interessats en les curses de braus eren el 55% dels espanyols, els 80 aquest col·lectiu representava al voltant del 50%, mentre que els 90 les xifres d'aficionats es van desplomar, situant-se entorn del 30%. Encara que les curses de braus són un espectacle conegut a tot Espanya, la seva distribució regional no és uniforme, sent Galícia i Catalunya les comunitats on l'interès és menor: van manifestar no tenir cap interès el 81% al nord-est i 79% al nord-oest. A la zona nord, centre, aquest i sud, l'interès és major: al voltant d'un 37% es van declarar aficionats i un 63% no interessats.
El 2006, segons un altre sondeig d'Investiga (abans Gallup), un 26,7% de les persones enquestades afirmaven que en s'hi hagués alguna cosa o molt interessades en les curses de braus. El perfil dels aficionats és majoritàriament masculí (un 33,5% dels barons enquestats va afirmar interessar-li els braus) i de més de 45 anys, assolint-se el màxim interès entre les persones de 65 i més anys, amb un 41,1% d'aficionats. El 72,1% de la població espanyola afirmava, en canvi, no tenir cap interès pels espectacles taurins. Aquest desinterès el van demostrar sobretot les dones, amb un 78,5%, i les persones amb edats compreses entre 15 i 24 anys, amb un 81,7%.

#### Canàries
A les Canàries les curses de braus estan prohibides per llei. A Catalunya, 453.000 signants de tot el món van demanar el 2005 que el Parlament de Catalunya suprimís la corregudes de braus. Només a Catalunya es van recollir 250.000 firmes en sis mesos. Tanmateix, en una enquesta publicada el 2007 al diari El Mundo sobre la conveniència o no de la seva prohibició, un 58% d'espanyols considera que no s'han de prohibir, davant un 33% que les prohibiria immediatament, amb un 9% d'indecisos. Una enquesta posterior, de 2009 mostrava que més d'un 67% dels espanyols no està mínimament interessat en la tauromàquia i un 35% es mostra a favor de la seva prohibició.

#### Andalusia
Cadis és un cas paradoxal dins d'Andalusia, ja que pertanyent a la comunitat autònoma amb més moviment taurí de tot el país, és l'única capital de província que manca de plaça de braus. L'última va ser clausurada definitivament el 18 de juliol de 1967 i va feta caure totalment el 15 de maig de 1976. No obstant això, s'han realitzat festeigs taurins ocasionalment en places de braus portàtils, com la que es va situar als terrenys de Telegrafia sense fils el 3 d'abril de 1993 que va comptar amb crítiques des de sectors tant antitaurins com protaurins (que consideraven que una plaça portàtil era denigrant per a la ciutat.) També es va realitzar una cursa amb motiu de la festivitat del Corpus Christi el 2006, després de 38 anys sense haver-se'n celebrat cap en aquesta data. Tanmateix, la situació ha canviat amb l'arribada a l'ajuntament de Teófila Martínez el 1995, qui portava en el seu programa electoral la promesa de la construcció d'una plaça de braus multiusos. Aquesta iniciativa ha provocat la creació o protesta de diverses associacions com la "Plataforma antiplaça multiusos", "Plataforma Antitaurina de Cádiz", "Cadis és Antitaurina" o "Ecologistes en Acció de Cadis". Les obres d'aquesta nova plaça encara no s'han posat en marxa, encara que es pretén que s'inauguri el 2012.

#### Catalunya
Barcelona es va declarar ciutat antitaurina en una declaració institucional aprovada pel ple de l'Ajuntament d'aquesta ciutat el 6 d'abril de 2004, després d'una petició popular amb més de 245.000 firmes recollides a tot el món. La declaració, sense efectes pràctics, ja que la competència per prohibir les curses de braus, a Catalunya, correspon exclusivament a la Generalitat, es va aprovar en votació secreta amb 21 vots a favor, 15 en contra i 2 en blanc. Barcelona es va convertir així en la primera gran ciutat espanyola que s'ha declarat antitaurina. Només poblacions petites com Coslada, a Madrid, han adoptat declaracions d'aquest tipus des que Tossa de Mar va promoure per primera vegada aquesta iniciativa el 1989.
El 17 de juny de 2007, a Barcelona, va tenir lloc la manifestació antitaurina més multitudinària de la Història. 5000 persones es van manifestar pels carrers de la ciutat, sota el lema "Curses de braus, ni en Catalunya, ni en cap altre lloc". La manifestació va transcórrer des del monument a Colom fins a la Plaça de Braus La Monumental i es va desenvolupar sense registrar incidents, el mateix dia que el mediàtic torero José Tomás tornava a saltar a l'arena després de passar cinc anys retirat. La manifestació va ser convocada per la Fundació Altarriba, la Fundació Faada i l'Associació Animalista Libera! a les quals es van adherir altres organitzacions i milers d'espontanis.

##### ILP
El 2008, es va iniciar a Catalunya una campanya anomenada Prou la finalitat de la qual és aconseguir la prohibició de les curses de braus a Catalunya mitjançant una Iniciativa Legislativa Popular. El novembre de 2008 la Taula del Parlament Català va acceptar a tràmit la ILP. Para això havien d'aconseguir acreditar 50.000 firmes al seu favor de gent empadronada a Catalunya en un termini de 120 dies. Transcorreguts 33 dies, la xifra es va superar ràpidament, comptant llavors amb 78.162 firmes.
La campanya compta amb el suport de gent mediàtica com les ex-diputades Pilar Rahola i Magda Oranich, el lama budista Thubten Wangchen, els filòsofs Salvador Pániker, Josep Maria Terricabras i Jesús Mosterín, els músics Gerard Quintana, Elliott Murphy i Pep Sala o els actors, Bruno Oro i Anna Sahun entre d'altres.
El 19 de març Prou publicava a la seva pàgina que ja comptaven amb més de 105.000 firmes, més del doble de les legalment requerides. Així també, anunciaven que s'afegien a les persones mediàtiques que donaven suport actrius com Sílvia Marsó, Alicia Silverstone i Pamela Anderson i gent d'altres àmbits com la presentadora Marisol Galdón i l'escriptor Francisco Ledesma.
El 6 de maig va acabar el termini per recollir firmes i, la xifra presentada després dels 120 dies de recollida va ser de 180.169, més del triple de la xifra exigida si tenim en compte que el mínim requerit per presentar una ILP són 50.000.
Poques hores abans d'iniciar-se el tràmit de presa en consideració i debat al Parlament de Catalunya, un grup de personalitats signaren un manifest en contra de la iniciativa i qualsevol mesura d'abolició de les curses de braus. La declaració, promoguda per la Plataforma Promoción y Difusión de la Fiesta, portà el títol de "Manifest de la Mercè per la Llibertat" i fou presentada en públic el 16 de desembre de 2009. Alguns dels seus signats són el cantant Jaume Sisa, els actors Carles Flavià, Enric Majó i Jordi Évole, els periodistes Joan de Sagarra, Joan Barril, Mercedes Milà i Josep Puigbó, els pintors Miquel Barceló i Joan-Pere Viladecans, i l'escriptora Natalia Molero, exdirectora general de la Filmoteca de la Generalitat i consellera nacional de CDC. També signaren el manifest una sèrie de personatges comunament associats a Ciutadans - Partit de la Ciutadania com l'escriptor Félix de Azúa, el director de teatre Albert Boadella, el catedràtic de Dret Francesc de Carreras, i els periodistes Arcadi Espada i Ramón de España.

### Perú

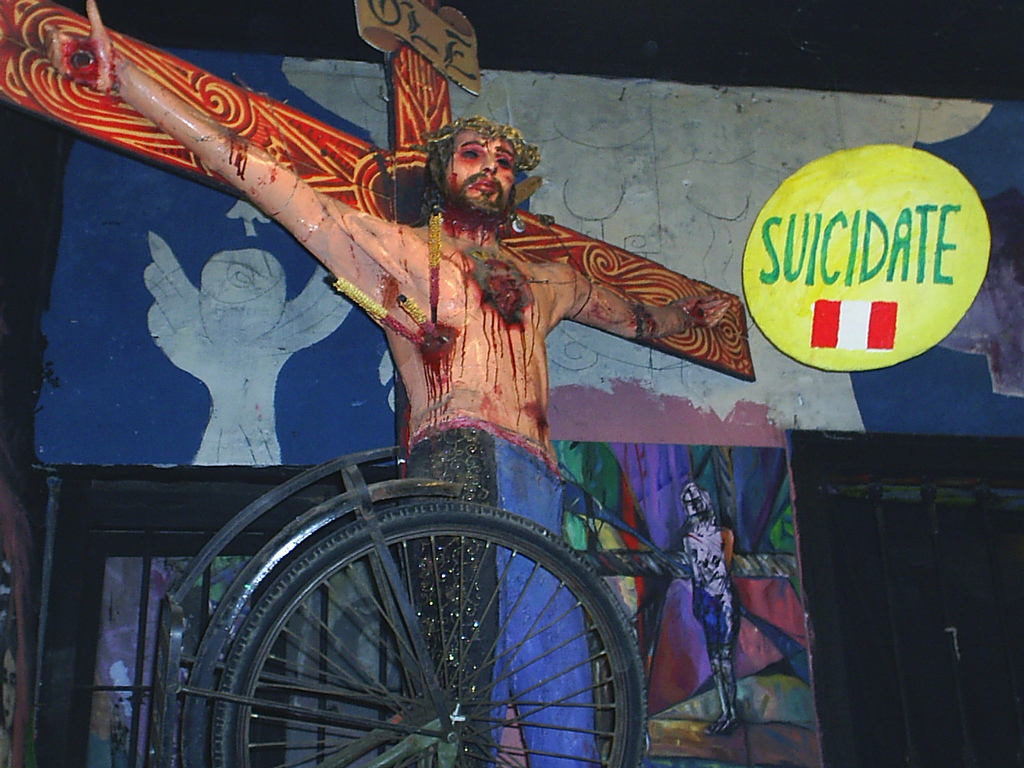
Escultura del "Crist antitaurí", a Perú

Al Perú, es troba l'anomenat Grup Anti taurí "Perú Amic" dirigit pel jove estudiant Daniel García Roque. Entre les seves majors manifestacions, la tasca d'aquest jove destaca en haver aconseguit emetre una carta a l'arquebisbat peruà per poder deixar d'oferir les anomenades Curses de Braus en nom dels Sants Catòlics, campanya que si bé és cert no ha aconseguit erradicar aquesta mesura, ha fet que moltes persones s'uneixin a la seva causa. Entre els seus principals objectius a aconseguir, aquesta el de treure-li el nom de Fira del Señor de los Milagros a la temporada taurina dels mesos d'octubre i Novembre que es duen a terme al Cós Taurí d'Acho. Segons ell, els espectacles en què involucren la mort o dany físic d'un ésser viu, no se li pot dir com una mica religiós, ni gaire menys cultural. Si bé és cert que aquest personatge ha treballat tots els seus projectes des de l'anonimat, ha aconseguit publicar alguns assaigs sobre per què no donar suport als espectacles taurins i també les 7 raons del perquè els espectacles taurins no poden ser associats amb l'Església Catòlica.
En una enquesta comissionada per l'organització antitaurina holandesa CAS International en associació amb el grup de protecció animal peruà UPA (Units pels Animals) i realitzada per la companyia independent d'enquestes Datum al final del novembre del 2008- la primera enquesta en el seu gènere empresa nacionalment a Perú - es va preguntar a 5.394 peruans sobre la seva opinió sobre el toreig. Els resultats van mostrar que 86% dels peruans de més de 18 anys no estan interessats en les curses de braus, 68% estan en contra d'elles i 66% volen una llei nacional que les prohíban. Por el que fa a l'opinió de peruans sobre si el seu municipi s'hauria de declarar antitaurí (com més de 60 que ja ho han fet al món) 64% van dir que els agradaria.

### Equador
A l'Equador, l'organisme que lidera el moviment antitaurí és PAE (Protecció Animal Equador), que al costat d'altres organitzacions socials i ecològiques organitza manifestacions, fòrums i esdeveniments durant les fires taurines (Especialment la de Quito). En elles, busquen conscienciar el públic sobre el maltractament rebut pels braus en les curses a favor de la seva abolició. El 2008, una enquesta efectuada a Quito per Cedatos Gallup revelo que al 74% dels habitants d'aquesta ciutat no li agraden les curses de braus, mentre que el 63% opina que s'haurien de prohibir.

### Colòmbia
En l'últim sondeig d'opinió de Datexco, el 85% dels enquestats es mostraven d'acord amb la proposició per prohibir les corrides de toros a Colombia. El 6 de març de 2024, la Comisión VI de la Cámara de Representantes va votar favorablement el projecte de llei que prohibiria les corrides de toros. Queda pendent la discussió plenària en l'últim debat.